# 永泰黄芩
永泰黄芩（学名：Scutellaria inghokensis）为唇形科黄芩属下的一个种。

## 扩展阅读
- 維基物種上的相關：永泰黄芩